# 矢作町 (岡崎市)
矢作町（やはぎちょう）は、愛知県岡崎市の町名。丁番を持たない単独町名であり、35の小字が設置されている。

## 地理
岡崎市西部に位置し、東は矢作川を挟んで日名本町・八帖北町・八帖町・八帖南町、西は東大友町・暮戸町・北本郷町・筒針町、南は筒針町・渡町、北は中園町に接する。
矢作地区に属し、矢作支所の所在地となっている。

### 河川
- 矢作川（矢作橋・矢作川橋梁）

### 字一覧
出典 : 
- 字赤池（あかいけ）
- 字池田（いけだ）
- 字市場（いちば）
- 字小河原（おがはら）
- 字加護畑（かごばた）
- 字金谷（かなや）
- 字川乗（かのり）
- 字神居（かみい）
- 字祇園（ぎおん）
- 字北河原（きたがわら）
- 字切戸（きれど）
- 字毛呂（けろ）
- 字西林寺（さいりんじ）
- 字桜海道（さくらかいどう）
- 字三反田（さんたんだ）
- 字下川成（しもかわなり）
- 字十兵衛荒井（じゅうべいあらい）
- 字新田（しんでん）
- 字末広（すえひろ）
- 字尊所（そんじょ）
- 字高縄手（たかなわて）
- 字出口（でぐち）
- 字土井城（どいじょう）
- 字堂佛（どうぶつ）
- 字中道（なかみち）
- 字西河原（にしがわら）
- 字猫田（ねこだ）
- 字橋塚（はしづか）
- 字羽城（はじょう）
- 字馬場（ばば）
- 字竊樹（ひそこ）
- 字宝珠庵（ほうじゅあん）
- 字馬乗（まのり）
- 字八剱（やつるぎ）
- 字割出（わりだし）

## 世帯数と人口
2019年（令和元年）5月1日現在の世帯数と人口は以下の通りである。
| 町丁   | 世帯数    | 人口    |
| ------ | --------- | ------- |
| 矢作町 | 4,033世帯 | 9,450人 |

### 人口の変遷
国勢調査による人口の推移
| 1995年（平成7年）  | 8,697人 | [ 9 ]  |  |
| 2000年（平成12年） | 8,683人 | [ 10 ] |  |
| 2005年（平成17年） | 8,812人 | [ 11 ] |  |
| 2010年（平成22年） | 8,855人 | [ 12 ] |  |
| 2015年（平成27年） | 9,014人 | [ 13 ] |  |

## 小・中学校の学区
市立小・中学校に通う場合、学区は以下の通りとなる。また、公立高等学校に通う場合の学区は以下の通りとなる。
| 字・番地・区域等 | 小学校               | 中学校               | 高等学校 |
| --- | -------------------- | -------------------- | -------- |
| 字赤池、字毛呂 字新田、字末広 字小河原のうち主要地方道岡崎半田線以西の区域 字池田・字神居・字堂佛のうち通称矢作5区の区域 | 岡崎市立矢作東小学校 | 岡崎市立矢作中学校   | 三河学区 |
| 字市場、字加護畑、字金谷、字川乗 字北河原、字切戸、字祇園、字西林寺 字桜海道、字三反田、字下川成、字十兵衛荒井 字尊所、字高縄手、字出口、字土井城 字中道、字西河原、字猫田、字橋塚 字羽城、字馬場、字竊樹、字宝珠庵 字馬乗、字八剱、字割出 字小河原（主要地方道岡崎半田線以西の区域を除く。） 字池田（通称矢作5区を除く） 字神居（通称矢作5区を除く） 字堂佛（通称矢作5区を除く） | 岡崎市立矢作東小学校 | 岡崎市立矢作北中学校 | 三河学区 |

## 歴史
碧海郡東矢作村および西矢作村を前身とする。当初は1つの矢作村であったが、宝暦年間に東と西に分かれたとみられる。

### 町名の由来
日本武尊が当地に駐留した際、川の対岸の賊を平定するに際して矢作部が竹で多数の矢を作り、献上して大勝したことによるとされる。

### 沿革
- 1878年（明治11年）12月28日 - 東矢作村と西矢作村が合併し、矢作村となる[1][17]。
- 1889年（明治22年）10月1日 - 町村制に基づく碧海郡矢作村となる[1][17]。
- 1894年（明治27年）2月19日 - 町制施行に伴い、矢作町となる[1][2]。
- 1906年（明治39年）5月1日 - 矢作町と中郷村・本郷村・渡村・長瀬村・志貴村・志賀須香村が合併し、矢作町大字矢作となる[1][2]。
- 1955年（昭和30年）4月1日 - 岡崎市へ編入し、同市矢作町となる[1][2]。

## 施設
- 岡崎市西部地域交流センター・やはぎかん
  - 岡崎市役所矢作支所
- 東レ岡崎工場
- 岡崎市立矢作東小学校
- 岡崎市立矢作こども園
- 矢作保育園
- 岡崎信用金庫矢作支店
- 岡崎矢作郵便局
- 勝蓮寺
- 光明寺
- 誓願寺
- 福萬寺
- 矢作神社
- 八剱神社
- 弥五騰神社

## ギャラリー
- 東レ岡崎工場
- 岡崎市立矢作東小学校
- 矢作神社
- 八剱神社
- 弥五騰神社
- 勝蓮寺
- 岡崎市立矢作こども園
- 岡崎市西部地域交流センター・やはぎかん
- 近江屋本舗
- ビッグモーター岡崎店
- 愛知県道47号岡崎半田線の起点
- 矢作橋たもとの出合之像[18][19]

## 交通

### 鉄道
- 名鉄名古屋本線 矢作橋駅

### 道路
- 国道1号
- 愛知県道44号岡崎西尾線（桜井道）
- 愛知県道290号矢作橋停車場線

## その他

### 日本郵便
- 郵便番号 : 444-0943[5]（集配局：岡崎郵便局[20]）。